# Shane Sweetnam
Shane Sweetnam (Cork, 19 de enero de 1981) es un jinete irlandés que compite en la modalidad de salto ecuestre. Ganó dos medallas en el Campeonato Europeo de Saltos Ecuestres, en los años 2017 y 2023, ambas en la prueba por equipos.

## Palmarés internacional
| Campeonato Europeo | Campeonato Europeo  | Campeonato Europeo | Campeonato Europeo |
| Año                | Lugar               | Medalla            | Categoría          |
| ------------------ | ------------------- | ------------------ | ------------------ |
| 2017               | Gotemburgo (Suecia) | Medalla de oro     | Por equipos        |
| 2023               | Milán (Italia)      | Medalla de plata   | Por equipos        |